# ココス島国際空港
ココス島国際空港(ココスとうこくさいくうこう,Cocos Keeling Island International Airport)とは、ココス諸島にある国際空港。現在はヴァージン・オーストラリアによりクリスマス島・パースへの定期便が運航されている。